# 조현오
조현오(趙顯五, 1955년 5월 15일 ~ )는 대한민국의 제16대 경찰청장을 역임한 경찰공무원이다.

## 생애
1979년 고려대학교 정치외교학과를 졸업하고 1981년 제15회 외무고시에 합격하여 외교관으로 활동하다가 1990년 경정시보로 경찰에 입문했다. 2010년 8월 이명박 정부에서 제16대 경찰청장이 되었다. 경찰청장으로 재직하면서 휘하 조직을 동원해 정부에 우호적으로 온라인에서 댓글을 달게 한 혐의(직권남용 권리행사방해)로 2018년 10월 5일 구속되었다.

## 학력
- 부산고등학교 졸업
- 1979년 : 고려대학교 정치외교학과 졸업 (정치학 학사)
- 1986년 : 서울대학교 대학원 졸업 (법학 석사)
- 케임브리지 대학교 대학원 (법학 디플로마)
- 1988년 : 케임브리지 대학교 대학원 (법학 석사)

## 경력
- 1981. 제15회 외무고시 합격
- 1981. 12. ~ 1982. 10. 외무부 기획예산담당관실(외무사무관시보)
- 1982. 10. ~ 1984. 11. 휴직(군복무)(외무사무관시보)
- 1984. 11. ~ 1986. 9. 외무부 국제법규과(외무사무관)
- 1986. 9. ~ 1988. 7. 영국연수(영국 켐브리지대학교 법학과)(외무사무관)
- 1988. 7. ~ 1988. 10. 외무부(외무사무관)
- 1988. 10. ~ 1989. 11. 외무부 동구과(외무사무관)
- 1989. 11. ~ 1989. 12. 외무부 동구2과(외무사무관)
- 1989. 12. ~ 1990. 5. 국토통일원 통일정책실(행정사무관)
- 1990. 7. ~ 1990. 10. 치안본부 인사교육부 교육과(경정시보)
- 1990. 10. ~ 1991. 7. 부산 금정경찰서 보안과장(경정시보)
- 1991. 7. ~ 1991. 7. 부산 금정경찰서 보안과장(경정)
- 1991. 8. ~ 1991. 12. 부산 금정경찰서 방범과장(경정)
- 1991. 12. ~ 1993. 4. 부산 동부경찰서 보안과장(경정)
- 1993. 4. ~ 1995. 3. 부산 동부경찰서 형사과장(경정)
- 1995. 3. ~ 1996. 2. 경찰청 경무국 교육과 고시담당(경정)
- 1996. 2. ~ 1996. 4. 경찰청 경무국 교육과(대통령비서실 파견)(경정)
- 1996. 4. ~ 1997. 3. 서울청 형사과(대통령비서실 파견)(경정)
- 1997. 3. ~ 1997. 4. 서울청 방범부 방범기획과 외근감독관(경정)
- 1997. 4. ~ 1998. 3. 서울 구로경찰서 경비과장(경정)
- 1998. 3. ~ 1998. 6. 경남청 경비과장(직무대리)(경정)
- 1998. 6. ~ 1998. 6. 경남 울산동부경찰서장(직무대리)(경정)
- 1998. 6. ~ 1998. 6. 경남청 경비과장(총경)
- 1998. 7. ~ 1999. 7. 경남 울산남부경찰서장(총경)
- 1999. 7. ~ 2000. 1. 울산 남부경찰서장(총경)
- 2000. 1. ~ 2000. 7. 울산청 정보과장(총경)
- 2000. 7. ~ 2001. 1. 울산청 경무과(경대 교육)(총경)
- 2001. 1. ~ 2002. 1. 경남 사천경찰서장(총경)
- 2002. 1. ~ 2003. 4. 경찰청 수사국 사이버테러대응센터장(총경)
- 2003. 4. ~ 2004. 7. 서울 종암경찰서장(총경)
- 2004. 7. ~ 2005. 1. 경찰청 외사관리관실 외사3담당관(총경)
- 2005. 1. ~ 2006. 2. 경찰청 외사관리관(경무관)
- 2006. 2. ~ 2006. 12. 경찰청 감사관(경무관)
- 2006. 12. ~ 2008. 3. 경찰청 경비국장(치안감)
- 2008. 3. ~ 2009. 1. 부산지방경찰청장(치안감)
- 2009. 1. ~ 2010. 1. 경기지방경찰청장(현 경기남부경찰청) (치안정감)
- 2010. 1. ~ 2010. 8. 서울지방경찰청장(치안정감)
- 2010. 8. ~ 2012. 4. 경찰청장(치안총감)

## 수상 경력
- 1998년 : 대통령 표창
- 2005년 : 근정포장
- 2008년 : 대통령 표창

## 논란

### 양천경찰서 고문 사건 연관
2010년 6월 서울지방경찰청장 임기에 서울 양천경찰서에서 일어났던 고문사건의 원인제공자라는 비판을 받고 있다. 이와 관련해서 경찰 현직 간부는 조청장의 무리한 실적주의 강요를 공개적으로 비판하였다.

### 노무현 전 대통령 차명계좌 발언
2010년 3월 말 경찰관 기동대 특강에서 노무현 전 대통령이 차명계좌가 발견되어 자살했다는 언급을 해서 논란이 일자 기억에 없다고 해명하였다.
| “ | (노 전 대통령이) 무엇 때문에 사망했나. 뛰어내리기 전날 거액의 차명계좌가 발견됐다. 이 계좌에는 10만원짜리 수표가…. 거액의 돈이 들어 있는 차명계좌가 발견됐다. ... 당시 특검 이야기가 나왔으나 권양숙 여사가 민주당에 이야기해 특검을 못하게 했다. 그것을 하면 (차명계좌 내용이) 다 드러나게 되니까... | ” |

그 이후 그를 "누가 뭐래도 서민의 애환을 가장 잘 이해했던 사람, 소외받은 이들을 대변했던 대통령"이라고 높게 평가하여 "(차명계좌 발언은) 두 번 다시 떠올리기 싫은 경험. (지금은) 도저히 해서는 안되는 얘기를 한 것에 대해 표현할 수 없을 정도로 송구스럽게 생각한다"고 사죄하였다.
그러나 인사 청문회 당시 계속된 추긍에도 절대로 '차명계좌가 없다'라는 확실한 말을 하지 않았고, 계속하여 '말할 수 없는 부분, 부적절한 발언'이라고만 말하며 마치 차명계좌가 있는데 발언이 시기상 적절하지 않았다라든가, 지금은 말을 할 수 있는 건이 아니다 정도로 넘어가려고 하는 뉘앙스를 풍겼다.
2012년 5월 10일 故 노무현대통령 사자 명예훼손 혐의로 검찰에서 수사를 받은 조현오는 그동안 차명계좌를 공개하겠다는 발언과는 달리 아무런 증거를 제출 하지 못했고 수사를 받고 나온 후에는 자신의 발언에 대해 후회한다, 유족에게 죄송하다는 말만 하였다.
그 뒤 계속해서 법정싸움을 하다가, 2013년 2월 6일, 징역 1년 6월이 구형되었다. 2013년 2월 20일 재판부로부터 징역 10월을 선고 받고 곧바로 법정구속을 받았다.
법정구속후 8일만에 보석 허가로 석방되었으며, 2013년 4월 23일 항소심 재판에서 노 전 대통령의 차명계좌 존재에 대해 임경묵 전 국가안보전략연구소 이사장에게 들었다고 밝혔다. 그리고 2013년 9월 26일엔 항소심서 징역 8월로 감형됐고, 재수감됐다. 2014년 3월 13일 징역 8월이 확정되었다.

### 천안함 침몰사건 유족들 비하 발언
2010년 8월 15일 조현오는 천안함 침몰 사건 피해자 유족들에 대한 비하 발언을 한 것도 드러나 물의를 빚었다. 조현오는 천안함 희생자 유가족들이 "소돼지처럼 울부짖는다"고 말하며 "선진국이 되려면 슬퍼하는 방식도 격을 높여야 한다"고 말한 것으로 알려졌다. 재경 법원의 한 판사는 "(조 후보자의 발언이) 재산피해를 입히지는 않았지만 정신적 고통을 준 것이므로 유족들이 소정의 위자료 청구 소송을 제기할 법적 근거는 충분하다"고 말했다. 조경찰청장 내정자의 발언은 형법상 '위법성 조각사유'에도 해당되지 않아 소송이 이어질 경우 법적 책임을 피할 수 없다는 게 법조계 안팎의 전망이다. 그 후 동영상이 공개되자, "집회와 시위가 많아지는 4~5월을 앞두고, 경찰 부대가 위축되지 않고 엄정하게 법 집행을 하라는 차원에서 한 이야기"라고 해명을 하였다.

### 딸 위장전입 논란
1998년 11월 딸의 배정학교가 배화여고로 결정되자 서대문구 홍제동에서 종로구 사직동으로 옮긴 주소에서 다시 홍제동으로 옮겼다. 나중에 위장전입 의혹에 대해 사실을 인정하면서, 딸의 학교 문제 때문에 부적절한 행동을 했다고 밝혔다.

### 뺑소니 사건 논란
2012년 6월 5일 조현오 전 경찰청장이 검찰 조사를 받고 승용차의 여기자의 왼쪽 발을 밟고 올라서는 사고가 발생했다. 해당 여기자가 통증을 호소하며 비명을 지른 뒤에야 조 전 청장은 차량에서 내렸다. 그럼에도 조 전 청장은 운전기사에게만 "아잇 참, 왜 움직이고 그래"라고 말한 뒤 경찰이 준비한 다른 승합차로 갈아타고 귀가, 논란이 일었다.

## 같이 보기
- 쌍용자동차 노조원 평택공장 점거 농성 사건